# Eric Thornton

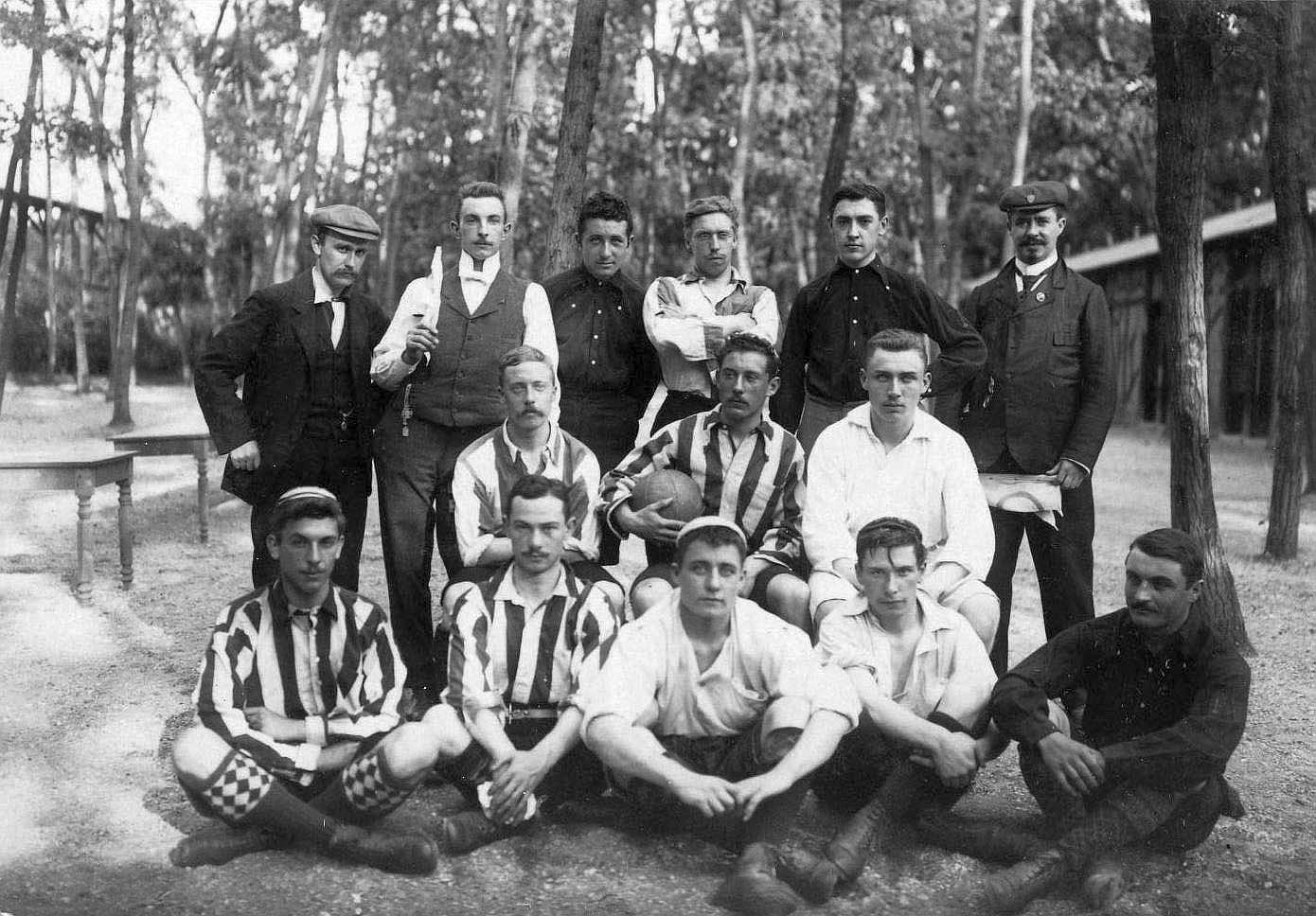

Eric Thornton (Worthing, 5 de julho de 1882 - 5 de dezembro de 1945) foi um futebolista britânico que representou a Bélgica nas Olimpíadas de Paris 1900, medalhista olímpico.
Eric Thornton competiu nos Jogos Olímpicos de Verão de 1900 em Paris. Ele ganhou a medalha de bronze como membro do Université de Bruxelles, que representou a Bélgica nos Jogos.